# Piezophidion
Piezophidion is een kevergeslacht uit de familie van de boktorren (Cerambycidae). De wetenschappelijke naam van het geslacht werd voor het eerst geldig gepubliceerd in 1992 door Galileo & Martins.

## Soorten
Piezophidion omvat de volgende soorten:
- Piezophidion bordoni Martins, 2005
- Piezophidion intricatum Galileo & Martins, 1992
- Piezophidion punctatum Martins, 2005
- Piezophidion simplex Martins, 2005
- Piezophidion thoracicum Martins, Galileo & Limeira-de-Oliveira, 2009